# 沈埨镇
沈镇是中华人民共和国江苏省泰州市兴化市下辖的一个镇。

## 行政区划
沈埨镇下辖以下村级行政区划单位：
集镇社区、沈埨北村、沈埨南村、关华复村、李默村、金唐纪村、樊荣村、柏九村、姜朱村、张谭村、薛鹏村、沈家村、安塘村和冒家村。